# Salazac
Salazac là một xã trong vùng Occitanie. Xã Salazac nằm ở khu vực có độ cao trung bình 254 mét trên mực nước biển.